# Diloma
Diloma je rod středně velkých mořských plžů z čeledi kotoučovití (Trochidae).

## Rozšíření
Tento rod se vyskytuje v Indo-Pacifiku, včetně Nového Zélandu, Japonska.

## Druhy
- Diloma aethiops Gmelin, 1791
- Diloma arida (Finlay,1927)
- Diloma bicanaliculata bicanaliculata (Dunker, 1844)
- Diloma bicanaliculata lenior (Finlay, 1927)
- Diloma coracina (Philippi, 1851)
- Diloma nana Gould, 1861
- Diloma nigerrima (Gmelin, 1791)
- Diloma piperinus (Philippi, 1849-a)
- Diloma radula (Philippi, 1849-a)
- Diloma suavis (Philippi, 1849 in 1849-50)
- Diloma subrostrata novaezelandiae (Anton, 1839)
- Diloma subrostrata subrostrata (Gray in Yate, 1835)
- Diloma zelandica (Quoy & Gaimard, 1834)